# Rain Tree Crow (Album)
Rain Tree Crow ist das einzige Album der englischen Band Rain Tree Crow. Es gilt als das Reunion-Projekt der New-Wave-Band Japan. Das Album wurde 1989 und 1990 aufgenommen und im April 1991 veröffentlicht. Es war nach Auflösung der Band 1982 das erste Mal, dass die Musiker David Sylvian, Mick Karn, Steve Jansen und Richard Barbieri wieder zusammen im Studio waren. Der ehemalige Japan-Gitarrist Rob Dean nahm nicht an den Aufnahmen teil.

## Hintergrund
Der Titel für das Album und die Band wurde gewählt, um einen Bruch mit ihrer musikalischen Vergangenheit zu markieren, und um ein neues langfristiges Projekt zu schaffen. Da sich die Aufnahmen weniger kommerziell herausstellten als ursprünglich geplant, folgten die Musiker mit Ausnahme von David Sylvian der Idee der Plattenfirma, den Bandnamen Japan beizubehalten um eine maximale Bekanntheit für dieses Projekt zu erlangen. Sylvian war anderer Meinung und konnte die übrigen Bandmitglieder nur schwer davon überzeugen. Das von den Bandmitgliedern enthusiastisch begonnene Projekt wurde zum menschlichen Desaster. Nach dem Ende der Aufnahmen nahm Sylvian die Bänder an sich und mischte das Album gegen den Widerstand der übrigen Mitglieder allein ab. Es blieb bei dem Projektnamen Rain Tree Crow.
Das englische Magazin Trouser Press schrieb nach der Veröffentlichung: „Das Album klingt nicht besonders anders als alle ihre früheren gemeinsamen Arbeiten, aber es ist ihnen die große Kunst gelungen, Japans Rhythmen aus ihrer Spätphase und dieses spezielle asiatische Hörgefühl wieder zu beleben.“

## Veröffentlichungen
Blackwater wurde als einzige Single des Albums veröffentlicht und erreichte im März 1991 Platz 62 in den UK-Single-Charts. Das Album selbst erreichte Platz 24 in den UK-Alben-Charts.
Rain Tree Crow wurde 2003 neu gemastert und auf CD neu aufgelegt. Der B-Seiten-Track der Blackwater Single, I Drink To Forget, war darauf enthalten. Bei der späteren LP-Vinyl-Neuauflage von März 2019 wurde der Titel weggelassen.

## Titelliste / Besetzung
1. Big Wheels in Shanty Town – 7:08
  - David Sylvian – Gesang, Elektrische Gitarre, Hammondorgel, Piano, Kurzwellen-Radio, Bläser Arrangement
  - Bill Nelson – Gitarre
  - Mick Karn – Bassgitarre, Bass Klarinette, Bläser Arrangement
  - Richard Barbieri – Synthesizer
  - Djene Doumbouya – Gesang
  - Djanka Djabate – Gesang
  - Steve Jansen – Schlagzeug, Percussion, Hammondorgel
  - Johnny Thirkell – Trompete, Flügelhorn
  - Gary Barnacle – Saxophon
2. Every Colour You Are – 4:46
  - David Sylvian – Gesang, Elektrische Gitarre, Piano, Kurzwellen Radio
  - Phil Palmer – Slide-Gitarre
  - Mick Karn – Bassgitarre, Saxophon
  - Richard Barbieri – Synthesizer
  - Steve Jansen – Schlagzeug, Percussion
3. Rain Tree Crow – 2:04
  - David Sylvian – Gesang, Percussion
  - Mick Karn – Flöte
  - Richard Barbieri – Synthesizer
  - Steve Jansen – Percussion
4. Red Earth (As Summertime Ends) – 3:38
  - David Sylvian – Slide-Gitarre, Indische Trommel
  - Phil Palmer – Akustische Gitarre
  - Michael Brook – Bassgitarre, Conga
  - Mick Karn – Bassgitarre, Tabla
  - Richard Barbieri – Synthesizer
  - Brian Gascoigne – Orchestration
  - Steve Jansen – Schlagzeug, Percussion
5. Pocket Full of Change – 6:08
  - David Sylvian – Gesang, Elektrische Gitarre, Hammondorgel
  - Michael Brook – Effekt Gitarre
  - Mick Karn – Bassgitarre, Bass Klarinette
  - Richard Barbieri – Synthesizer
  - Steve Jansen – Schlagzeug, Percussion, Hammondorgel
6. Boat's for Burning – 0:45
  - David Sylvian – Gesang, Elektrische Gitarre
  - Richard Barbieri – Synthesizer
  - Steve Jansen – Tamburin
7. New Moon at Red Deer Wallow – 5:12
  - David Sylvian – Elektrische Gitarre, Bassgitarre
  - Mick Karn – Bassgitarre, Clarinette
  - Richard Barbieri – Synthesizer
  - Steve Jansen – Tamtam
8. Blackwater – 4:19
  - David Sylvian – Gesang, Elektrische Gitarre
  - Bill Nelson – Elektrische Gitarre
  - Mick Karn – Bassgitarre
  - Richard Barbieri – Synthesizer
  - Steve Jansen – Schlagzeug, Percussion
9. A Reassuringly Dull Sunday – 1:22
  - David Sylvian – Hammondorgel, Percussion
  - Michael Brook – Percussion
  - Mick Karn – Bassgitarre, Percussion
  - Richard Barbieri – Synthesizer, Piano
  - Steve Jansen – Marimba, Percussion
10. Blackcrow Hits Shoe Shine City – 5:14
  - David Sylvian – Gesang, Elektrische Gitarre, Hammondorgel, Elektrisches Piano
  - Mick Karn – Bassgitarre, Saxophon
  - Richard Barbieri – Synthesizer
  - Steve Jansen – Schlagzeug, Percussion
  - Bill Nelson – Slide-Gitarre
  - Michael Brook – Gitarre
11. Scratchings on the Bible Belt – 2:46
  - David Sylvian – Elektrische Gitarre, Banjo, Marimba, Harmonium
  - Michael Brook – Gitarre
  - Mick Karn – Bassgitarre, Clarinette
  - Richard Barbieri – Synthesizer
  - Steve Jansen – Klavier, Marimba, Percussion
12. Cries and Whispers – 2:31
  - David Sylvian – Gesang, Elektrische Gitarre
  - Mick Karn – Bassgitarre
  - Richard Barbieri – Synthesizer
  - Steve Jansen – Percussion
13. I Drink to Forget (Bonus 2003, Remaster) – 1:46
  - David Sylvian – Klavier, Percussion
  - Mick Karn – Weinglas – Geräusche
  - Richard Barbieri – Synthesizer
  - Steve Jansen – Percussion

## Studiomusiker / Produktion
- Gary Barnacle – Saxophon
- Johnny Thirkell – Trompete / Flügelhorn
- Steve Nye – Tonmischung
- Pat McCarthy – Toningenieur
- Tim Martin – Toningenieur
- Paolo Carrer – Tonassistent
- Rupert Coulson – Tonassistent
- Louise McCormick – Tonassistent
- Bruce Davies – Tonassistent
- Paul Stevens – Tonassistent
- Richard Chadwick – Musikalische Koordination
- Shinya Fujiwara – Coverfoto
- Russell Mills – Design
- Yuka Fujii – Artdirector